# Geovillas Laureles del Campanario
Geovillas Laureles del Campanario är en ort i Mexiko.   Den ligger i kommunen Lagos de Moreno och delstaten Jalisco, i den centrala delen av landet, 400 km nordväst om huvudstaden Mexico City. Geovillas Laureles del Campanario ligger 1 872 meter över havet och antalet invånare är 1 755.
Terrängen runt Geovillas Laureles del Campanario är huvudsakligen platt, men åt sydost är den kuperad. Runt Geovillas Laureles del Campanario är det ganska tätbefolkat, med 56 invånare per kvadratkilometer. Närmaste större samhälle är Lagos de Moreno, 3,2 km nordväst om Geovillas Laureles del Campanario. I omgivningarna runt Geovillas Laureles del Campanario växer huvudsakligen savannskog.